# Favia favus
Favia favus är en korallart som först beskrevs av Forskål 1775.  Favia favus ingår i släktet Favia och familjen Faviidae. IUCN kategoriserar arten globalt som livskraftig. Inga underarter finns listade i Catalogue of Life.